# Marcus Licinius Crassus
Marcus Licinius Crassus (Latin: M · LICINIVS · P · F · P · N · CRASSVS ) (ca. 115 trước CN - 53 TCN) là một vị tướng La Mã và chính trị gia, người chỉ huy cánh trái của quân đội Sulla trong trận cổng Colline, đàn áp các cuộc khởi nghĩa của nô lệ lãnh đạo bởi Spartacus, cung cấp hỗ trợ chính trị và tài chính cho Julius Caesar và tham gia vào liên minh chính trị được biết đến là Liên minh Tam Đầu Chế với Pompey và Caesar. Tại thời điểm ông đạt đỉnh cao danh vọng, tài sản của ông được cho là có giá trị hơn 200.000.000 sestertius. Ông được coi là người đàn ông giàu có nhất trong lịch sử La Mã, và có lẽ một trong những người đàn ông giàu có nhất trong lịch sử. Crassus dù sao cũng mong muốn được công nhận cho chiến thắng quân sự của mình, tham vọng này cuối cùng đã dẫn ông tới Syria, nơi ông đã bị đánh bại và giết chết trong thất bại của La Mã tại Carrhae trước tướng (Spahbod) của Parthia tên là Surena.

## Tiểu sử
Marcus Licinius Crassus là con trai thứ ba và trẻ nhất của Publius Licinius Crassus Dives, một người tự mình đã làm chấp chính quan trong năm 97 trước Công nguyên và censor năm 89 trước Công nguyên. Một anh trai của ông mất trong chiến tranh đồng minh, cha và anh trai khác của ông đã bị giết hoặc buộc phải tự tử để tránh sự bắt bớ trong cuộc thanh trừng của phe Marius  vào tháng 12 năm 87 trước Công nguyên.
Ông nội Crassus là Marcus Licinius Crassus Agelastus, mà ít được biết đến. Người Ông nội của ông có nguồn gốc từ một chấp chính quan và censor Publius Licinius Crassus Dives, được biết đến nhiều nhất là với chức quan tư tế tối cao (Pontifex Maximus) (từ năm 212 trước công nguyên đến khi ông mất năm 183 trước Công nguyên) và chấp chính quan (năm 205 trước Công nguyên) và đồng minh chính trị của tướng và chính khách La Mã Scipio Africanus.